# Vasafua
Vasafua es una isla de Funafuti, Tuvalu. Es una de las seis islas dentro del Área de conservación de Funafuti, una zona de 33 kilómetros cuadrados establecido en 1996 con el objetivo de preservar la fauna y la flora en el área. Es una zona llana sin ninguna elevación que se encuentra en peligro de desaparecer debido al aumento del nivel del mar ya que no supera 1 metro de altura con respecto al nivel del mar.[cita requerida]

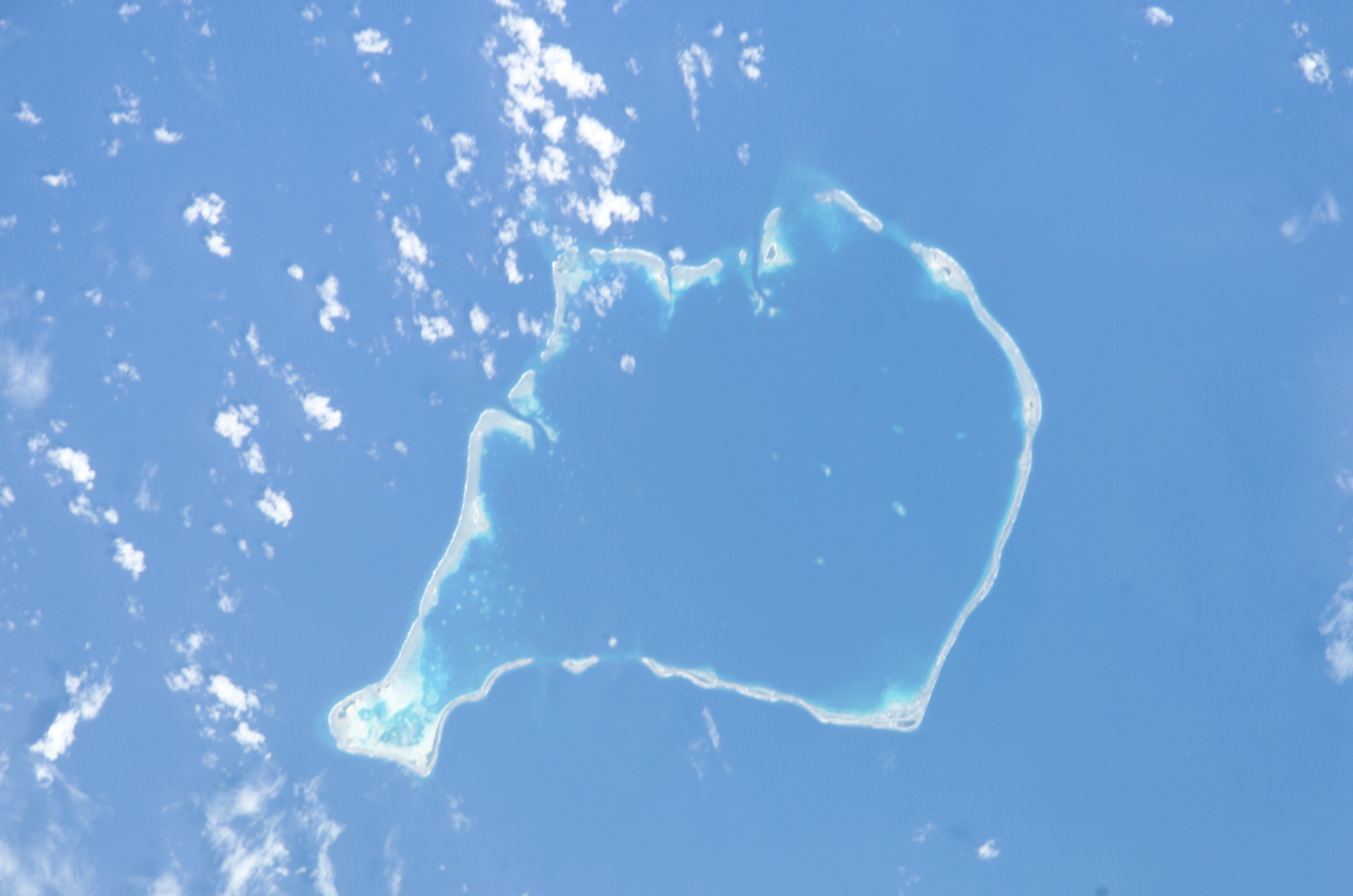
Funafuti, Tuvalu